# 巴希亞宮
巴希亞宮（阿拉伯语：‎）是位於摩洛哥馬拉喀什的一座宮殿。

## 历史
建於19世紀，為阿拉維王朝重臣巴·艾哈邁德的官邸。最初由其父希穆薩（Si Musa）所有，後由巴·艾哈邁德於1894年至 1900年間大幅擴建。其名稱Bahia有傑出、燦爛之意，當時在摩洛哥是最豪華的宮殿，建築特色為伊斯蘭教融合摩洛哥風格，有一座很大的花園，且房間都通往中庭。如今，它是馬拉喀什著名的歷史古蹟和旅遊勝地。